# Pedro Estrems
Pedro Estrems Navarra, né le 11 décembre 1932 à Mataró (province de Barcelone, Espagne) et mort le 30 mars 1986 dans la même ville, est un footballeur espagnol des années 1950 et 1960 qui jouait au poste de gardien de but.

## Biographie
Pedro Estrems commence à jouer au Penya X de Mataró. Il est repéré par le FC Barcelone qui le recrute en 1952 pour le faire jouer dans son équipe filiale, la España Industrial. L'équipe filiale obtient la promotion en première division au terme de la saison 1952-1953, mais doit renoncer à monter en raison de son statut d'équipe filiale.
Pedro Estrems défend les couleurs du FC Barcelone entre 1956 et 1959. Il joue 35 matchs. Il ne joue pas davantage en raison de la concurrence du grand Antoni Ramallets. Pedro Estrems débute avec le Barça le 22 août 1956 lors d'un match amical face au Racing Club de France.
En 1959, il est recruté par le Real Valladolid où il joue jusqu'en 1963. Il joue ensuite avec Levante UD (1963-1964), CF Badalona (1964-1965) et finalement avec le CE Mataró (1965-1967) où il met un terme à sa carrière de joueur.

## Palmarès
Avec le FC Barcelone :
- Champion d'Espagne en 1959
- Vainqueur de la Coupe des villes de foires en 1958
- Vainqueur de la Coupe d'Espagne en 1957 et 1959